# ویتالیج لوکس
ویتالیج لوکس یک بازیکن فوتبال اهل کشور جمهوری قرقیز می باشد.
وی سابقه بازی در تیم ملی فوتبال قرقیزستان را دارد.
او در باشگاه فوتبال کارل زایس ینا بازی کرده است.
لوکس در جام ملتهای ۲۰۱۹ امارات در بازی در بازی قرقیزستان و فلیپین موفق به ثبت هتریک شد و تیم قرقیزستان این بازی را ۳ بر ۱ برنده شد 